# Liar Game: Reborn
Liar Game: Reborn (ライアーゲーム-再生- Raia Gemu - Saisei) è un film del 2012 diretto da Hiroaki Matsuyama.
Si tratta della seconda pellicola cinematografica, dopo Liar Game - The Final Stage dedicata alla saga di Liar Game; uscita nelle sale nel 2012 viene diretta da Hiroaki Matsuyama.
Shinichi viene dale circostanze costretto nuovamente ad entrare nel "Gioco": affiancato ed assistito da Yu vi sono questa volta di fronte a lui altri 19 giocatori, ognuno in ferrea competizione con l'altro, per ottener la vincita di ben due miliardi di yen.
Omega si rivela ben presto esser la responsabile dell'aver fatto rivivere il gioco e controlla tutto dalla sala comandi, mentre la bambinetta Alice sceglie le trappole da scagliar contro i giocatori.